# Liste der Biografien/Est
Liste der Biografien |
Portal Biografien |
Personensuche
# |
A |
B |
C |
D |
E |
F |
G |
H |
I |
J |
K |
L |
M |
N |
O |
P |
Q |
R |
S |
T |
U |
V |
W |
X |
Y |
Z |
?
 
Ea |
Eb |
Ec |
Ed |
Ee |
Ef |
Eg |
Eh |
Ei |
Ej |
Ek |
El |
Em |
En |
Eo |
Ep |
Eq |
Er |
Es |
Et |
Eu |
Ev |
Ew |
Ex |
Ey |
Ez
 
Esa |
Esb |
Esc |
Esd |
Ese |
Esf |
Esg |
Esh |
Esi |
Esk |
Esl |
Esm |
Esn |
Eso |
Esp |
Esq |
Esr |
Ess |
Est |
Esu |
Esw |
Esz
Die Liste der Biografien führt alle Personen auf, die in der deutschsprachigen Wikipedia einen Artikel haben. Dieses ist eine Teilliste mit 412 Einträgen von Personen, deren Namen mit den Buchstaben „Est“ beginnt.

## Est
- Est, Bart van (* 1956), niederländischer Radrennfahrer
- Est, Piet van (1934–1991), niederländischer Radrennfahrer
- Est, Willem Titus van (1921–2002), niederländischer Mathematiker
- Est, Wim van (1923–2003), niederländischer Radrennfahrer

### Esta
- EstA (* 1988), deutscher Rapper
- Estaba, Luis (1938–2025), venezolanischer Boxer im Halbfliegengewicht
- Estable, Julieta Lara (* 1997), argentinische Tennisspielerin
- Estabrook, Christine (* 1952), US-amerikanische Schauspielerin
- Estabrook, Experience (1813–1894), US-amerikanischer Politiker
- Estabrook, Helen, amerikanische Filmproduzentin
- Estabrook, Howard (1884–1978), preisgekrönter US-amerikanischer Drehbuchautor
- Estabrook, Joseph W. (1944–2012), US-amerikanischer Geistlicher, römisch-katholischer Weihbischof
- Estabrooks, Warren (* 1947), kanadischer Gehörlosenpädagoge
- Estache, Pierre de L’ († 1774), französischer Bildhauer
- Estaço, Aquiles (1524–1581), portugiesischer Humanist, Schriftsteller, Philologe und Übersetzer
- Estada, Eusebi (1843–1917), mallorquinischer Bauingenieur
- Estager, Jean (1919–2002), französischer Autorennfahrer
- Estaing, Charles Henri d’ (1729–1794), französischer Admiral
- Estaing, Edmond Giscard d’ (1894–1982), französischer Finanzbeamter sowie FachbuchautorEdmond Giscard d’Estaing (1894–1982)

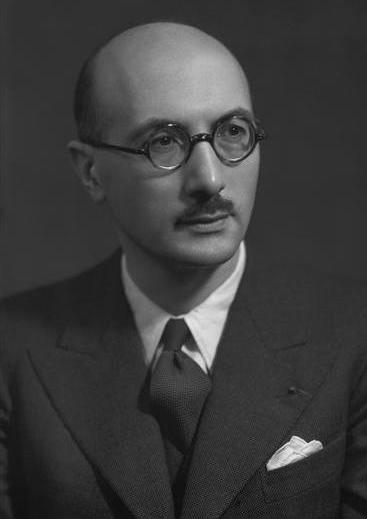
Edmond Giscard d’Estaing (1894–1982)

- Estaing, Joachim-Joseph d’ (1654–1742), französischer Bischof
- Estaing, Lucie-Madeleine d’ (1743–1826), Mätresse des französischen Königs Ludwig XV.
- Estal, Gladys del (1956–1979), venezolanisch-spanische Programmiererin und Umweltaktivistin
- Estampes, Jacques d’ (1590–1668), französischer Militär und Diplomat, Marschall von Frankreich
- Estang, Luc (1911–1992), französischer Schriftsteller und Literaturkritiker
- Estanguet, Patrice (* 1973), französischer Kanute
- Estanguet, Tony (* 1978), französischer Kanute, Olympiasieger und Weltmeister im Kanuslalom
- Estanislao, Abel (* 1995), philippinischer Schauspieler, Sänger und Model
- Estanislao, Jesus, philippinischer Wirtschaftswissenschaftler und Politiker
- Estanislao, Ronel (* 1990), philippinischer Badmintonspieler
- Estapé, Ignasi, spanischer Filmproduzent
- Estaràs Ferragut, Rosa (* 1965), spanische Politikerin (Partido Popular), MdEP
- Estaràs, Lisi (* 1971), argentinische Tänzerin und Choreografin des zeitgenössischen Tanzes
- Estarriol, Ricardo (1937–2021), austro-spanischer Journalist
- Estaunié, Édouard (1862–1942), französischer Schriftsteller und Homme de lettres
- Estavillo, Oliver (* 1964), deutsch-US-amerikanischer Maler
- Estavillo, Vicente (* 1955), uruguayischer Fußballspieler und Trainer
- Estay, Douglas (* 1992), chilenischer Fußballspieler
- Estay, Fabián (* 1968), chilenischer Fußballspieler
- Estay, Joel (* 1978), chilenischer Fußballspieler
- Estay, Miguel (* 1991), chilenischer Fußballspieler
- Estay, Víctor (* 1951), chilenischer Fußballspieler

### Estb
- Estby, Fred (* 1972), schwedischer Musiker und Musikproduzent

### Estc
- Estcourt, Charlie (* 1998), walisische Fußballspielerin

### Este
- Este di Montecchio, Alfonso d’ (1527–1587), italienischer Adliger, Markgraf von Montecchio
- Este, Alberto Azzo II. d’ († 1097), Stammvater des Hauses Este, Gründer von EsteAlberto Azzo II. d’Este († 1097)

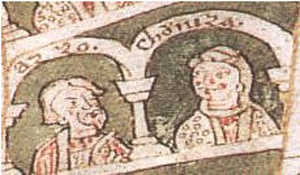
Alberto Azzo II. d’Este († 1097)

- Este, Alessandro d’ (1568–1624), Kardinal der römisch-katholischen Kirche
- Este, Anna d’ (1531–1607), Herzogin von Aumale, Guise und Nemours
- Este, Auguste Emma d’ (1801–1866), Enkelin des britischen Königs Georg III.
- Este, Augustus Frederick d’ (1794–1848), britischer Adliger, Enkel von Georg III.
- Este, Beatrice d’ (1475–1497), Fürstin von Mailand
- Este, Borso d’ (1413–1471), Herzog von Ferrara und Modena
- Este, Cesare d’ (1552–1628), Herzog von Modena und Reggio
- Este, Eleonora d’ (1515–1575), italienische Adlige und Ordensfrau
- Este, Ercole III. d’ (1727–1803), Herzog von Modena und Reggio
- Este, Francesco I. d’ (1610–1658), Herzog von Reggio, Modena
- Este, Francesco III. d’ (1698–1780), Herzog von Modena und Reggio
- Este, Ippolito II. d’ (1509–1572), Erzbischof von Mailand, Kardinal
- Este, Leonello d’ (1407–1450), Marchese (Markgraf) von Ferrara ab 1441
- Este, Luigi d’ (1538–1586), italienischer Kardinal der Römischen Kirche
- Este, Maria Beatrice d’ (1750–1829), Herzogin von Massa und CarraraMaria Beatrice d’Este (1750–1829)

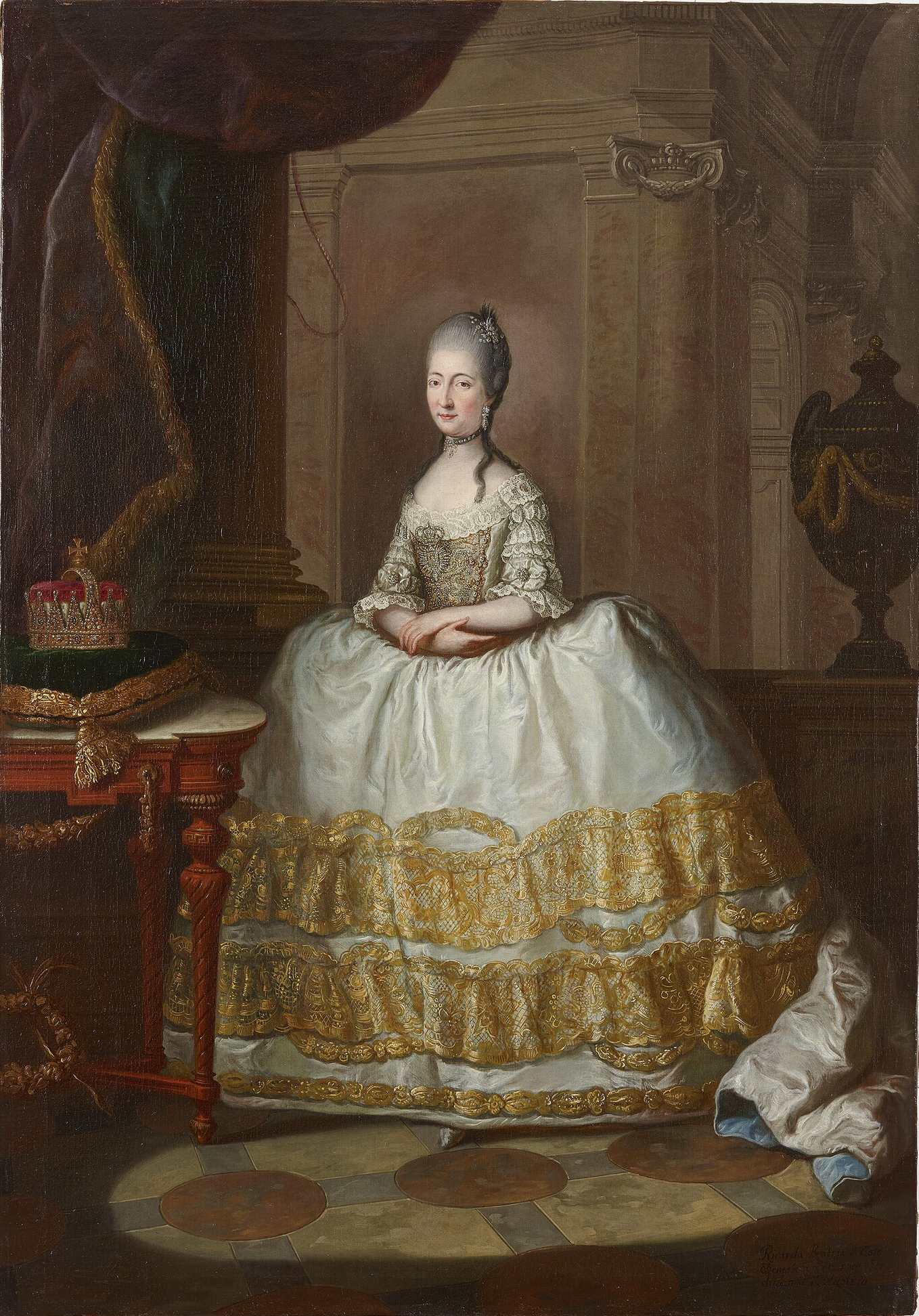
Maria Beatrice d’Este (1750–1829)

- Este, Maria Fortunata d’ (1734–1803), italienische Prinzessin und durch Heirat Gräfin de la Marche und Prinzessin de Conti
- Este, Maria Teresa Felicita d’ (1726–1754), durch Heirat Herzogin von Penthièvre
- Este, Rinaldo d’ (1618–1672), italienischer Kardinal
- Este, Rinaldo d’ (1655–1737), Kardinal, Herzog von Modena und Reggio
- Esteba, Manuel (1941–2010), spanischer Filmregisseur und Drehbuchautor
- Esteban González, Jorge (* 1966), argentinischer römisch-katholischer Geistlicher, Weihbischof in La Plata
- Esteban, Claude (1935–2006), französischer Dichter und Essayist
- Esteban, Ignasi Calvet (* 1948), spanischer Comiczeichner
- Esteban, Joel (* 2005), spanischer Motorradrennfahrer
- Esteban, José María (* 1954), spanischer Kanute
- Esteban, Julian (* 1986), Schweizer Fußballspieler
- Esteban, Maria J. (* 1956), französisch-baskische Mathematikerin
- Esteban, Max de (* 1959), spanischer Fotograf
- Esteban, Samantha (* 1979), US-amerikanische Filmschauspielerin
- Esteban-Infantes, Emilio (1892–1960), spanischer General und Generalstäbler, Kommandeur der Blauen DivisionEmilio Esteban-Infantes (1892–1960)

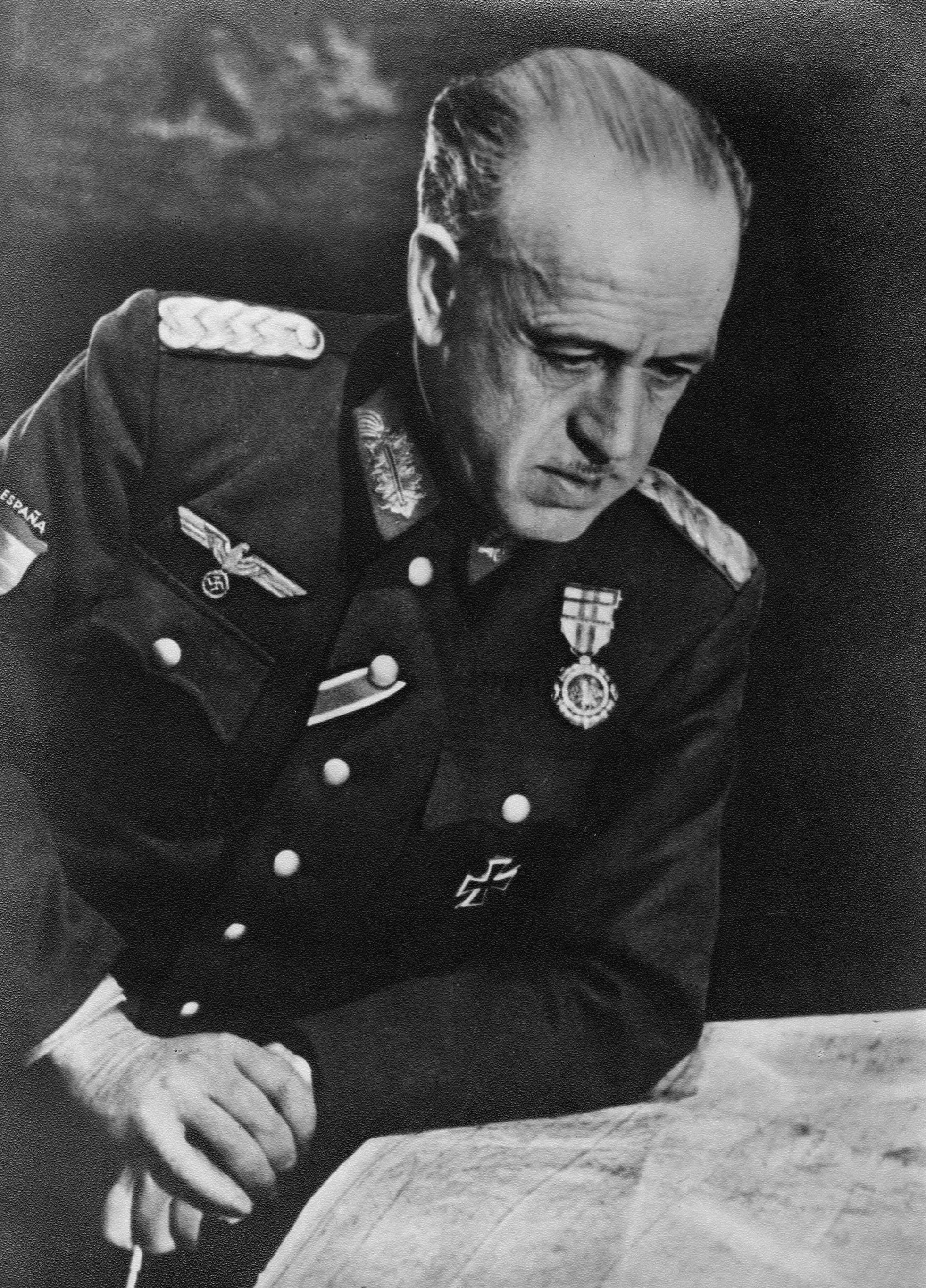
Emilio Esteban-Infantes (1892–1960)

- Estébanez Calderón, Serafín (1799–1867), spanischer Schriftsteller und Journalist
- Esteban’s, österreichischer Musiker
- Estedt, Ines (* 1967), deutsche Triathletin
- Estefan, Danielo (* 1975), uruguayischer Leichtathlet
- Estefan, Gloria (* 1957), kubanoamerikanische Sängerin und Schauspielerin
- Estefani, Hederson (* 1991), brasilianischer Hürdenläufer
- Estefano, Alexandre Di (* 1993), brasilianischer Fußballspieler
- Estéfano, Nasif (1932–1973), argentinischer Autorennfahrer
- Estegar, Wartan (1843–1886), siebenbürgischer Ordensgeistlicher
- Esteki, Sajad (* 1990), iranischer Handballspieler
- Estel, Bernd (* 1942), deutscher Soziologe
- Estella, Diego de (1524–1578), spanischer Theologe und Mystiker
- Estelle von Schweden (* 2012), schwedische Adelige, Kronprinzessin von SchwedenEstelle von Schweden (* 2012)

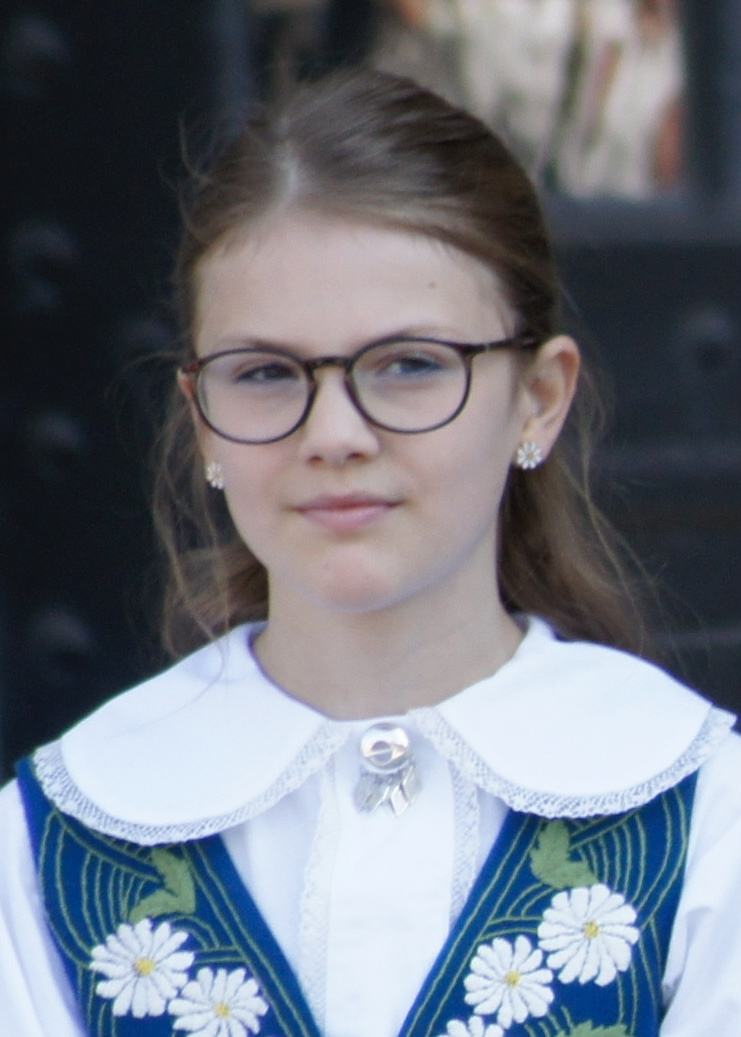
Estelle von Schweden (* 2012)

- Estelle, Don (1933–2003), britischer Schauspieler und Sänger
- Esteller, Roger (* 1972), spanischer Basketballspieler
- Estelmann, Martin (* 1961), deutscher Jurist und Richter am Bundessozialgericht
- Estemirowa, Natalja Chussainowna (1958–2009), russische Journalistin, Historikerin und Menschenrechtsverteidigerin
- Esten, Charles (* 1965), US-amerikanischer Schauspieler, Sänger und ComedianCharles Esten (* 1965)

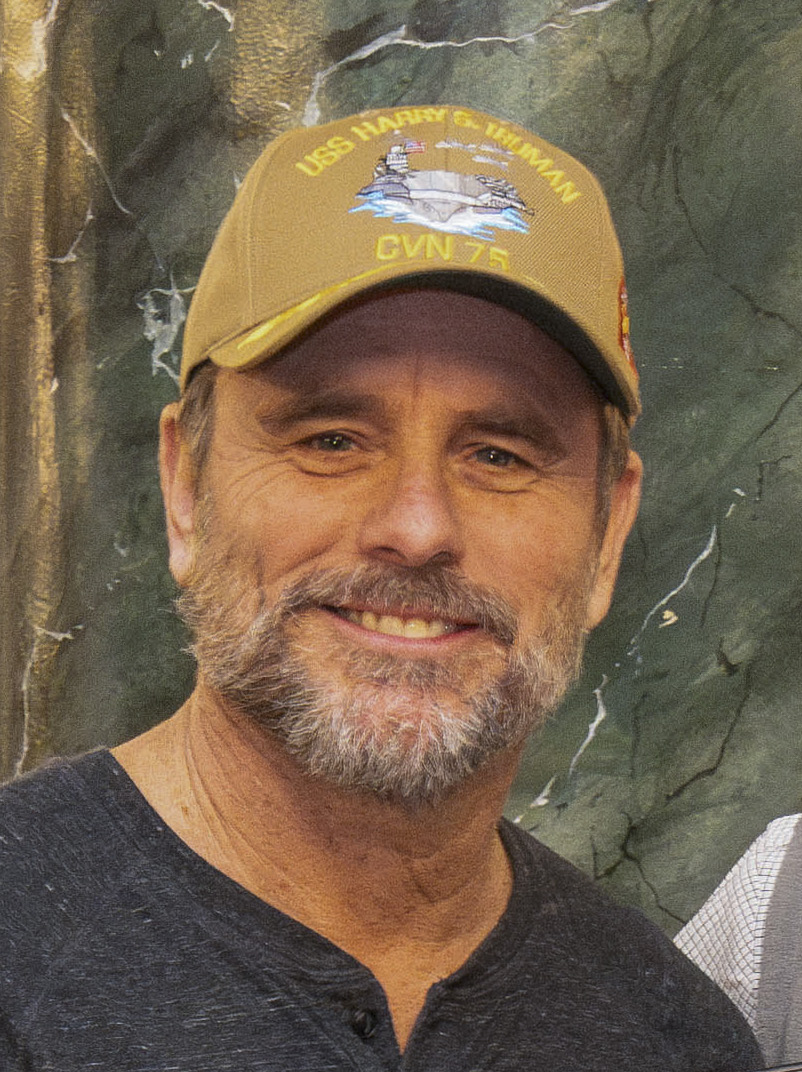
Charles Esten (* 1965)

- Esten, Harriet Pye († 1865), britische Schauspielerin
- Esténaga y Echevarría, Narciso de (1882–1936), spanischer römisch-katholischer Geistlicher; Prälat von Ciudad Real
- Estenfeld, Christa (* 1947), deutsche Künstlerin und Schriftstellerin
- Estenoz Barciela, Fernando Remírez de (* 1951), kubanischer Politiker und Diplomat
- Estenstad, Magnar (1924–2004), norwegischer Skilangläufer
- Estep, Harry Allison (1884–1968), US-amerikanischer Politiker
- Estep, Jennifer, US-amerikanische Schriftstellerin
- Estep, Mike (* 1949), US-amerikanischer Tennisspieler
- Estepa Llaurens, José Manuel (1926–2019), spanischer römisch-katholischer Geistlicher und Militärerzbischof
- Estephane Boutros El Douaihy (1630–1704), maronitischer Patriarch, Seliger
- Ester, Carl d’ (1838–1879), deutscher Musikdirektor
- Ester, Gerhard (1939–2018), Lüftlmaler, Restaurator und Illustrator
- Ester, Karl d’ (1881–1960), deutscher Zeitungswissenschaftler
- Ester, Laura (* 1990), spanische Wasserballspielerin
- Esterbauer, Balthasar († 1728), deutscher Holz- und Steinbildhauer
- Esterbauer, Fried (1941–2004), österreichischer Rechts- und Politikwissenschaftler und Hochschullehrer
- Esterbauer, Hermann (1936–1997), österreichischer Chemiker
- Esterbauer, Reinhold (* 1963), österreichischer römisch-katholischer Theologe und Philosoph
- Esterbauer, René (* 1984), österreichischer Motorradrennfahrer
- Esterbauer, Stefan (* 1978), deutsch-österreichischer Bildhauer
- Esterer, Rudolf (1879–1965), deutscher Architekt und Denkmalpfleger
- Esterházy de Galantha, Anton I. (1738–1794), sechster Fürst der Magnatenfamilie Esterházy
- Esterházy de Galántha, Ferenc (1533–1604), ungarischer Adliger und Vizegespan des Komitats Preßburg
- Esterházy de Galántha, Imre († 1745), Metropolit, Erzbischof von Esztergom und Primas von Ungarn
- Esterházy de Galántha, János Graf (* 1951), deutscher Großhospitalier des Malteserordens
- Esterházy de Galantha, Joseph I. (1688–1721), ungarischer Adliger und habsburgischer Majoratsherr
- Esterházy de Galantha, Maria Josepha Hermengilde (1768–1845), Gemahlin von Fürst Nikolaus II. Esterházy
- Esterházy de Galantha, Michael I. (1671–1721), ungarischer Adliger
- Esterházy de Galántha, Miklós (1839–1897), ungarischer Großgrundbesitzer, Pferdesportler, Begründer des Wiener Jockey-Clubs, Mitglied des Ungarischen OberhausesMiklós Esterházy de Galántha (1839–1897)

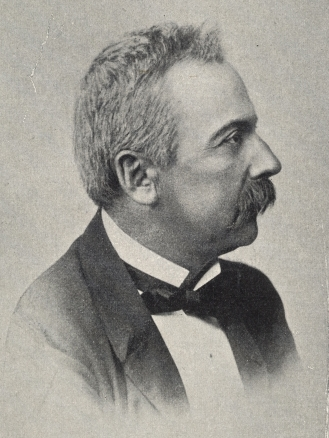
Miklós Esterházy de Galántha (1839–1897)

- Esterházy de Galantha, Moritz (1807–1890), ungarisch-österreichischer Diplomat und Politiker

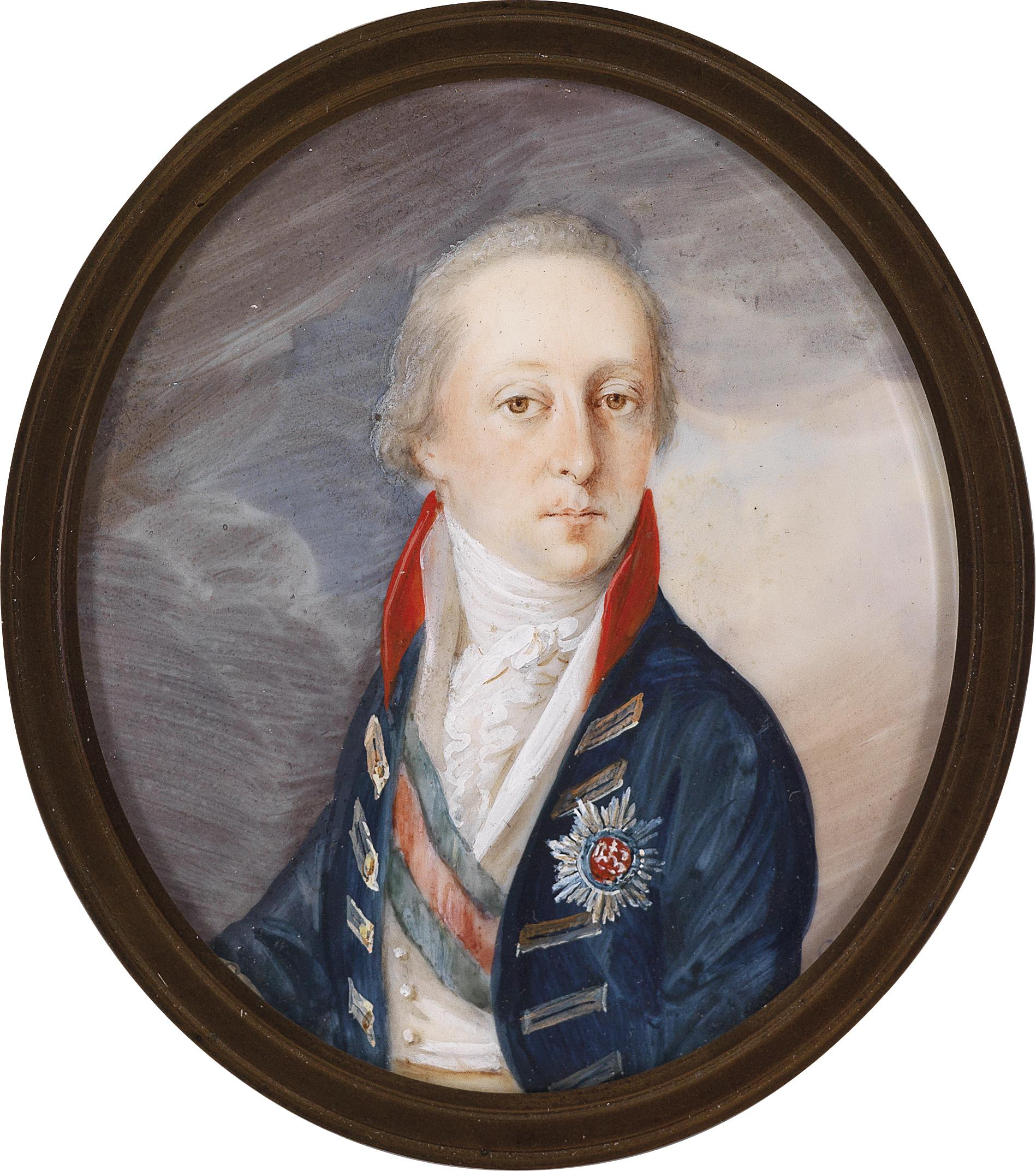
Nikolaus II. Esterházy de Galantha (1765–1833)

- Esterházy de Galantha, Nikolaus I. Joseph (1714–1790), habsburgischer Feldmarschall und Diplomat
- Esterházy de Galantha, Nikolaus II. (1765–1833), Fürst aus der Familie EsterházyNikolaus II. Esterházy de Galantha (1765–1833)
- Esterházy de Galantha, Nikolaus III. (1817–1894), neunter Fürst der Magnatenfamilie Esterházy
- Esterházy de Galantha, Nikolaus IV. (1869–1920), Adliger in Österreich und Ungarn
- Esterházy de Galantha, Paul I. (1635–1713), kaiserlicher Feldmarschall
- Esterházy de Galantha, Paul II. Anton (1711–1762), kaiserlicher Feldmarschall
- Esterházy de Galantha, Paul III. Anton (1786–1866), ungarischer Adliger und österreichischer Diplomat
- Esterházy de Galantha, Paul IV. (1843–1898), zehnter Fürst Esterházy (1894–1898)
- Esterházy de Galantha, Paul V. (1901–1989), österreichisch-ungarischer Adliger und Großgrundbesitzer
- Esterházy Starhemberg, Maria Ernestine (1754–1813), österreichische Adelige
- Esterházy, Agnes (1891–1956), österreichische Schauspielerin
- Esterházy, Amélie (* 1982), deutsche Künstlerin
- Esterhazy, Andrea (1913–1984), österreichisch-ungarischer Schauspieler
- Esterházy, Caroline (1811–1851), ungarische Adelige, Pianistin und Freundin und Muse des Komponisten Franz Schubert
- Esterházy, Casimir (1805–1870), ungarischer Aristokrat, Kämmerer (Adelstitel)
- Esterházy, Christine (* 1959), deutsche Opern- und Konzertsängerin (Mezzosopran) und Musikwissenschaftlerin
- Esterházy, János (1901–1957), ungarisch-slowakischer Politiker der ungarischen Minderheit in der Slowakei
- Esterházy, Johanna von (1798–1880), österreichische Harfenistin und Mäzenatin
- Esterházy, Joseph (1682–1748), Banus von Kroatien und oberster Richter im Königreich Ungarn
- Esterházy, Joseph (1714–1762), kaiserlich-österreichischer General
- Esterházy, Kálmán (1830–1916), ungarischer Politiker, Obergespan und Feldwebel
- Esterházy, Ladislaus (1626–1652), ungarischer Feldherr
- Esterházy, Mathis (* 1958), österreichischer Künstler und Designer
- Esterházy, Melinda (1920–2014), ungarisch-österreichische Großgrundbesitzerin, vormals ungarische Primaballerina
- Esterházy, Móric (1881–1960), ungarischer Politiker und Ministerpräsident
- Esterházy, Nikolaus († 1645), Begründer der Magnatenfamilie Esterházy
- Esterházy, Paul (* 1955), österreichischer Dramaturg, Regisseur und ehemaliger Theaterintendant
- Esterházy, Péter (1950–2016), ungarischer Schriftsteller und Essayist
- Esterházy-Liechtenstein, Sophie (1798–1869), österreichische Oberhofmeisterin und HofdameSophie Esterházy-Liechtenstein (1798–1869)

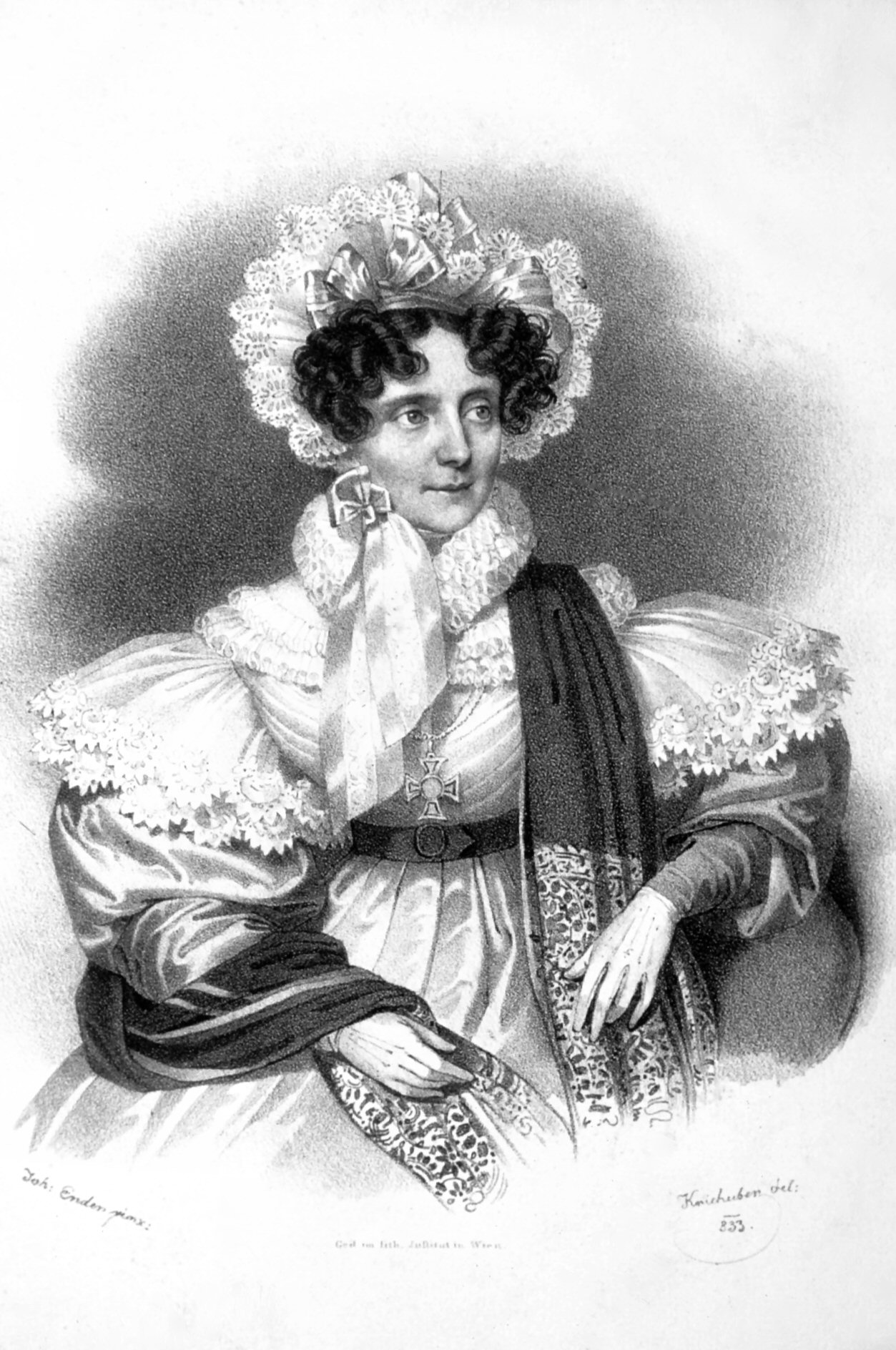
Sophie Esterházy-Liechtenstein (1798–1869)

- Esterhues, Josef (1885–1970), deutscher Pädagoge
- Esterhuizen, Bernard (* 1992), südafrikanischer Bahnradsportler
- Esterhuizen, Francois (* 1988), südafrikanischer Eishockeyspieler
- Esteriore, Piero (* 1977), italienischer PopsängerPiero Esteriore (* 1977)

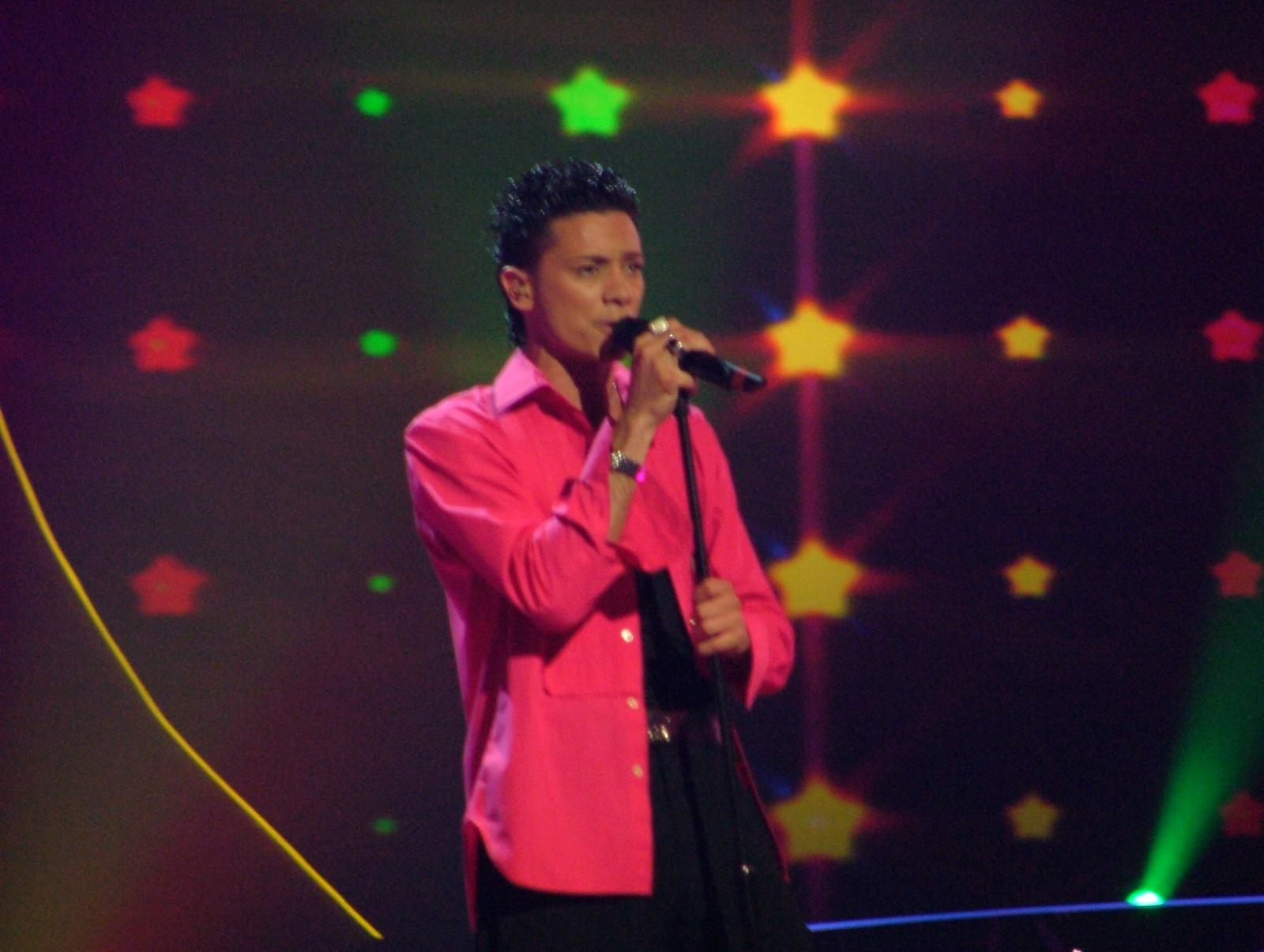
Piero Esteriore (* 1977)

- Esterka, Petr (1935–2021), tschechischer Geistlicher, römisch-katholischer Weihbischof in Brünn
- Esterkamp, Dave (* 1978), US-amerikanischer Basketballspieler
- Esterkamp, Steven (* 1981), US-amerikanischer Basketballspieler
- Esterl, Arnica (* 1933), niederländisch-deutsche Schriftstellerin, Übersetzerin und Märchenerzählerin
- Esterl, Elisabeth (* 1976), deutsche Golferin
- Esterl, Felix (1894–1931), österreichischer Maler
- Esterl, Michael (* 1977), österreichischer Agrarökonom
- Esterle, Carlo (1818–1862), Mediziner und Politiker
- Esterle, Leopold (1898–1967), österreichischer Schauspieler bei Bühne und Film
- Esterle, Max von (1870–1947), österreichischer Maler und Porträtist
- Esterly, Charles Joseph (1888–1940), US-amerikanischer Politiker
- Esterly, David (1944–2019), US-amerikanischer Bildhauer und Autor
- Estermann, Alfred (1938–2008), deutscher Literaturwissenschaftler, Buchhistoriker und Bibliograph
- Estermann, Alois (1954–1998), 31. Kommandant der Schweizergarde im Vatikan
- Estermann, Anton (1890–1970), österreichischer Architekt und Politiker
- Estermann, Balthasar (1827–1868), römisch-katholischer Weltpriester
- Estermann, Felicitas (1931–2024), deutsche Schriftstellerin
- Estermann, Immanuel (1900–1973), Atomphysiker
- Estermann, Josef (1898–1982), deutscher Kommunalpolitiker
- Estermann, Josef (* 1947), Schweizer Politiker (SP)Josef Estermann (* 1947)

Josef Estermann (* 1947)

- Estermann, Josef (* 1955), Schweizer Soziologe und Jurist
- Estermann, Josef (* 1956), Schweizer Philosoph und Theologe
- Estermann, Kurt (* 1960), österreichischer Komponist und Organist
- Estermann, Lorenz (* 1968), österreichischer Künstler
- Estermann, Monika (* 1942), deutsche Germanistin
- Estermann, Paul (* 1963), Schweizer Springreiter
- Estermann, Rahel (* 1987), Schweizer Politikerin (Grüne) und Kantonsrat
- Estermann, Robert (* 1970), Schweizer bildender Künstler
- Estermann, Theodor (1902–1991), britischer Mathematiker
- Estermann, Yvette (* 1967), Schweizer Politikerin
- Esternod, Claude d’ (1592–1640), französischer Schriftsteller
- Esters, Alexander (* 1977), deutscher Künstler
- Esters, Helmut (1935–2017), deutscher Politiker (SPD), MdB
- Esters, Karl (1873–1927), deutscher Kommunalpolitiker
- Estes, Billie Sol (1925–2013), US-amerikanischer Geschäftsmann und Bankier
- Estes, Ellen (* 1978), US-amerikanische Wasserballspielerin
- Estes, Gene (1931–1996), US-amerikanischer Jazz- und Studio-Musiker (Vibraphon, Schlagzeug, Perkussion), Arrangeur und Bandleader
- Estes, Howell M. III (1941–2024), US-amerikanischer Offizier, General der US Air Force
- Estes, Jacob Aaron (* 1972), US-amerikanischer Filmregisseur und Drehbuchautor
- Estes, Richard (1932–1990), US-amerikanischer Paläontologe
- Estes, Richard (* 1932), US-amerikanischer Maler
- Estes, Rob (* 1963), US-amerikanischer Schauspieler und RegisseurRob Estes (* 1963)

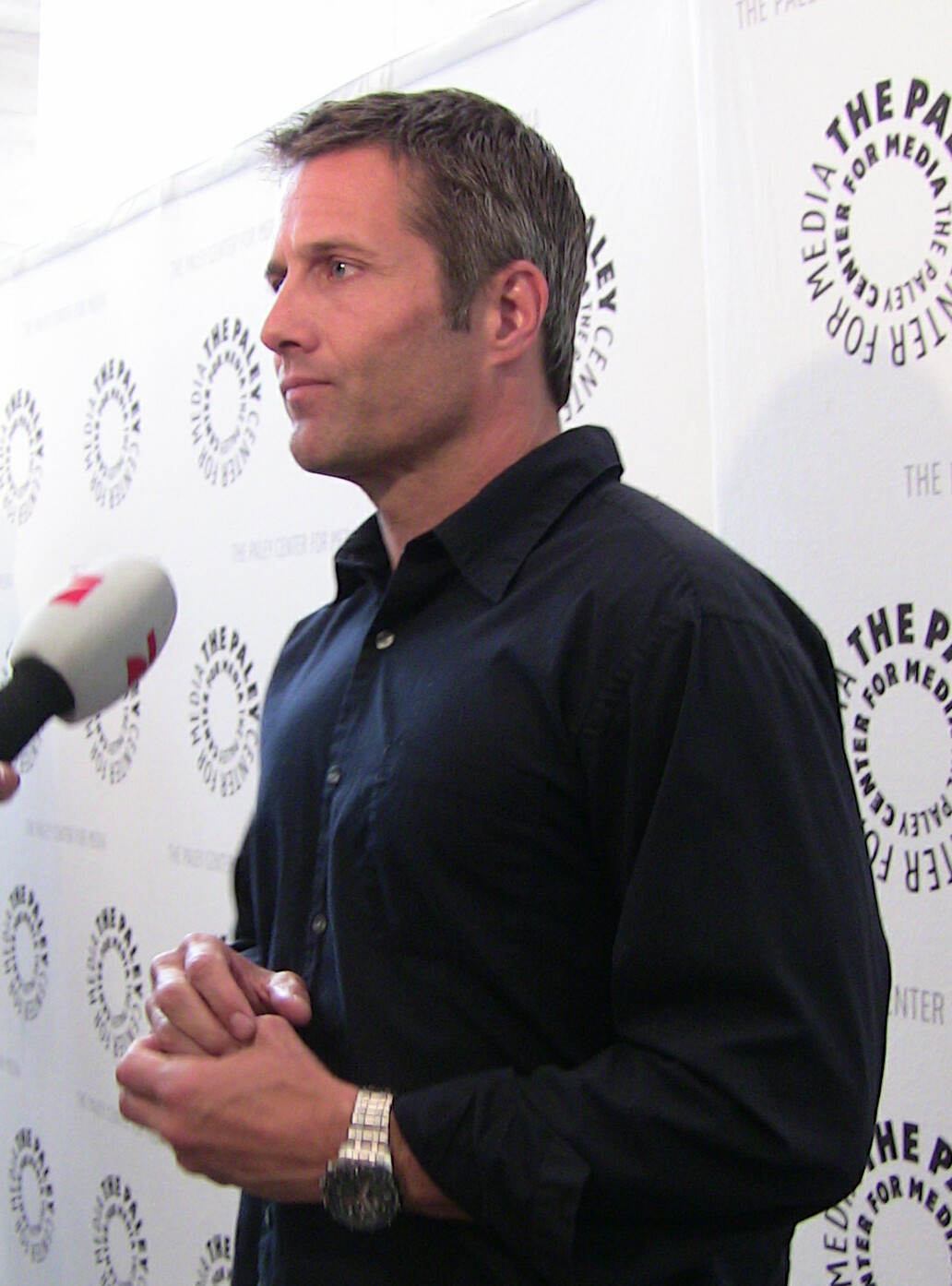
Rob Estes (* 1963)

- Estes, Ron (* 1956), US-amerikanischer Politiker
- Estes, Rose (* 1940), US-amerikanische Autorin
- Estes, Simon (* 1938), US-amerikanischer Opernsänger (Bassbariton)
- Estes, Sleepy John (1899–1977), US-amerikanischer Blues-Musiker
- Estes, Todd (* 1976), US-amerikanischer Pokerspieler
- Estes, Will (* 1978), US-amerikanischer FilmschauspielerWill Estes (* 1978)

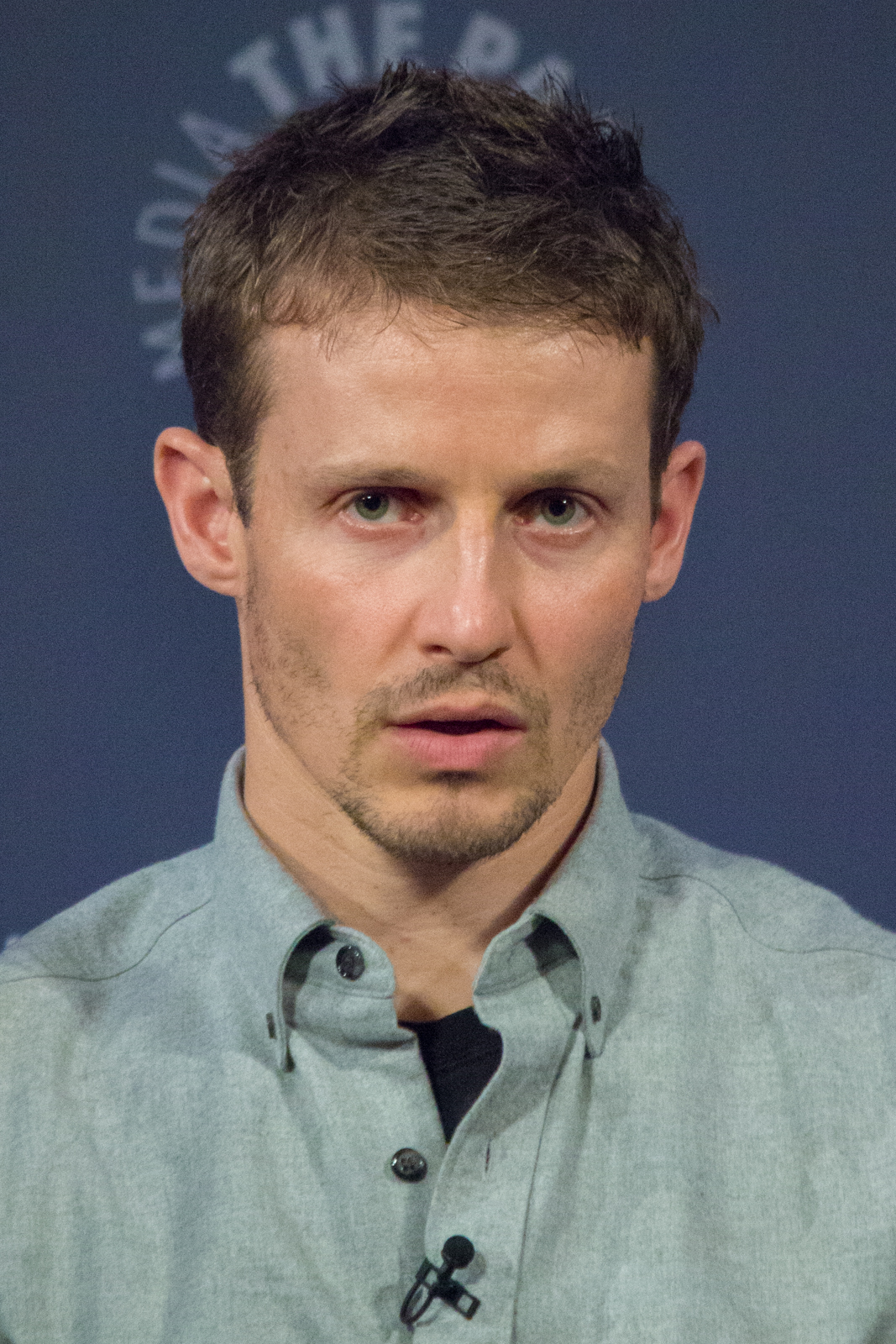
Will Estes (* 1978)

- Estes, William K. (1919–2011), US-amerikanischer Psychologe und Verhaltensforscher
- Estes, Yusuf (* 1944), US-amerikanischer Prediger, der im Jahr 1991 vom Christentum zum Islam übertrat
- Esteva Alsina, Maurus (1933–2014), spanischer Ordensgeistlicher, Generalabt der Zisterzienser
- Esteva, Gustavo (1936–2022), mexikanischer Aktivist und Autor
- Esteva, Santiago (* 1952), spanischer Schwimmer
- Estevan, Pedro (* 1951), spanischer Perkussionist
- Estevanico († 1539), Sklave, Forscher
- Estêvão, Tiago (* 2002), deutsch-portugiesischer Fußballtorwart
- Esteve Flores, María (* 1974), spanische Schauspielerin
- Esteve Pujol, Isidre (* 1972), spanischer Endurorennfahrer
- Esteve, Axel (* 1994), andorranischer Skirennläufer
- Esteve, Benet (1701–1770), katalanischer Komponist, Organist und Leiter der Escolania de Montserrat
- Esteve, Kevin (* 1989), andorranischer Alpin Skisportler
- Estève, Maurice (1904–2001), französischer Maler und Designer
- Estève, Maxime (* 2002), französischer Fußballspieler
- Estève, Pascal (* 1961), französischer Filmkomponist
- Esteve, Pedro Jaime († 1556), spanischer Arzt, Botaniker und Humanist
- Esteves da Silva, João Paulo (* 1961), portugiesischer Pianist und Komponist
- Esteves Dias, Francisco (1920–1977), portugiesischer Ordensgeistlicher, Bischof von Luso
- Esteves Domingues, Armando (* 1957), portugiesischer römisch-katholischer Geistlicher und Bischof von Angra
- Esteves Ribalta, Imara (* 1978), kubanische Beachvolleyballspielerin
- Esteves, Alfredo (* 1976), osttimoresischer Fußballspieler
- Esteves, Emílio Lúcio (1883–1943), brasilianischer General
- Esteves, Gonçalo (* 2004), portugiesischer Fußballspieler
- Esteves, Horacio (1941–1996), venezolanischer Sprinter
- Esteves, Maria da Assunção (* 1956), portugiesische Politikerin
- Esteves, Tomás (* 2002), portugiesischer Fußballspieler
- Estévez García, Marta (* 1997), luxemburgische Fußballspielerin
- Estévez, Antonio (1916–1988), venezolanischer Komponist
- Estévez, Aser, spanischer Straßenradrennfahrer
- Estévez, Cuto (1915–1985), dominikanischer Musiker und Komponist
- Estevez, Emilio (* 1962), US-amerikanischer Filmschauspieler und RegisseurEmilio Estevez (* 1962)

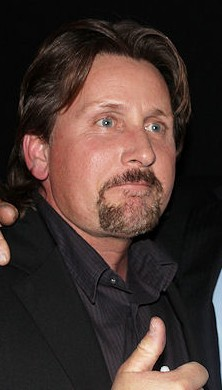
Emilio Estevez (* 1962)

- Estévez, Felipe de Jesús (* 1946), kubanisch-US-amerikanischer Geistlicher, emeritierter römisch-katholischer Bischof von Saint Augustine
- Estévez, Fernando (1788–1854), spanischer Bildhauer und Maler
- Estévez, Francisco (* 1997), kubanischer Leichtathlet
- Estevez, Joe (* 1946), US-amerikanischer Schauspieler, Regisseur und Produzent
- Estevez, Ramon (* 1963), US-amerikanischer Schauspieler
- Estevez, Renée (* 1967), US-amerikanische Filmschauspielerin
- Estévez, Reyes (* 1976), spanischer Mittelstreckenläufer
- Estevez, Scarlett (* 2007), US-amerikanische Schauspielerin

### Estg
- Estgen, Nicolas (1930–2019), luxemburgischer Politiker (CSV), Mitglied der Chambre, MdEP

### Esth
- Esther Regina, spanische Schauspielerin
- Esther, Frédéric (* 1972), französischer Boxer
- Esthero (* 1978), kanadische Singer-Songwriterin

### Esti
- Estiano, Marjorie (* 1982), brasilianische Schauspielerin und Sängerin
- Estiarte, Manuel (* 1961), spanischer Wasserballspieler
- Estibal, Sylvain, französischer Journalist, Schriftsteller und Regisseur
- Estick, Richard (* 1934), jamaikanischer Sprinter
- Estienne d’Orves, Henri Honoré d’ (1901–1941), französischer Marineoffizier
- Estienne, Camille (1893–1945), belgischer römisch-katholischer Geistlicher und Märtyrer
- Estienne, Charles, französischer Anatom und Verleger
- Estienne, Charles (1908–1966), französischer Kunstkritiker, Kurator und Schriftsteller
- Estienne, Henri († 1598), französischer Humanist
- Estienne, Henry d’ (1872–1949), französischer Genremaler und Maler des Orientalismus
- Estienne, Nicole, französische Dichterin
- Estienne, Robert († 1559), französischer Druckhandwerker, Verleger und Lexikograph
- Estier, Claude (1925–2016), französischer Politiker, Journalist und Buchautor
- Estieu, Prosper (1860–1939), französischer Schriftsteller okzitanischer Sprache
- Estifanos, Tewelde (* 1981), eritreischer Marathonläufer
- Estigarribia, José Félix (1888–1940), paraguayischer Militär und Politiker
- Estigarribia, Marcelo (* 1987), paraguayischer Fußballspieler
- Estik, Mert (* 1989), türkischer Fußballspieler
- Estikay (* 1991), deutscher Rapper
- Estil, Benjamin (1780–1853), US-amerikanischer Politiker
- Estil, Frode (* 1972), norwegischer Skilangläufer
- Estimé, Dumarsais (1900–1953), haitianischer Politiker
- Estime, Mike, US-amerikanischer Schauspieler und Komiker
- Estinghausen, Bernardus (1700–1769), Priester und Abt des Klosters Marienfeld
- Estis, Alexander (* 1986), russisch-schweizerischer Autor, Übersetzer und JournalistAlexander Estis (* 1986)

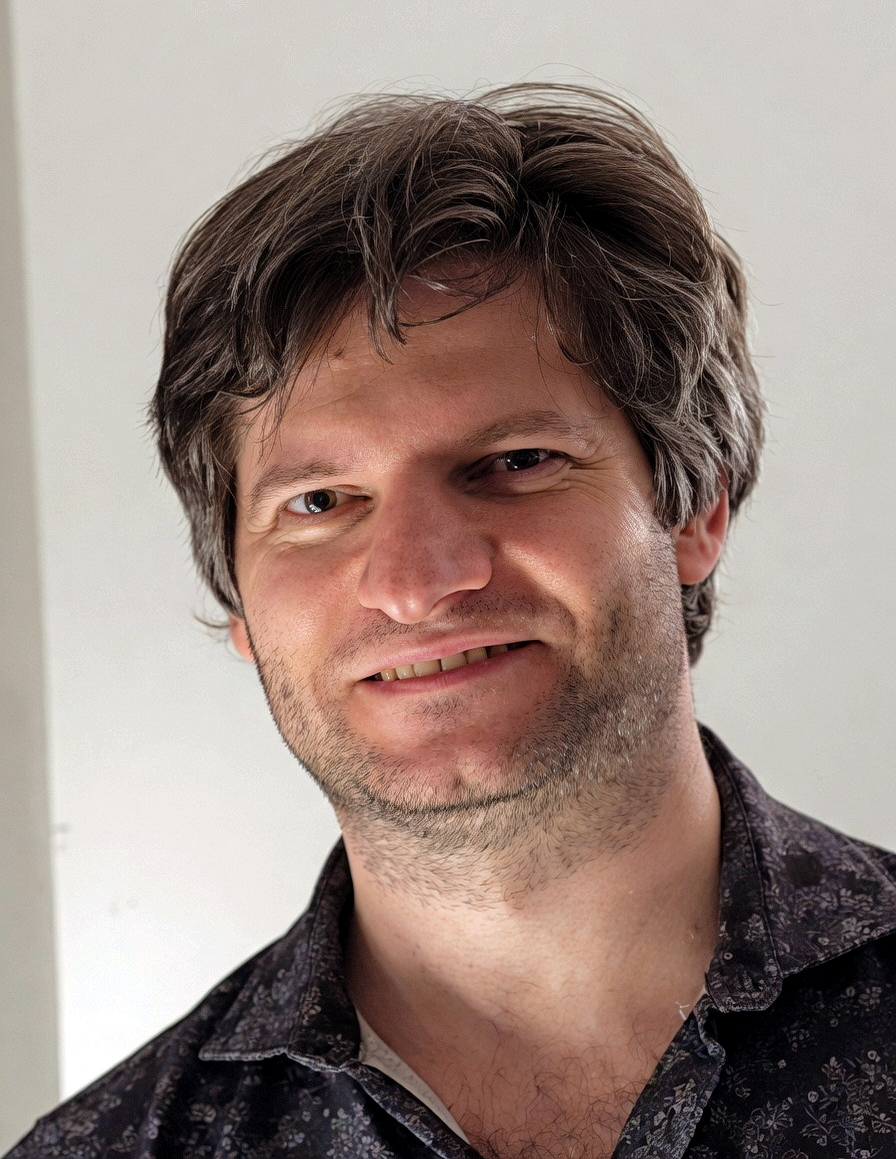
Alexander Estis (* 1986)

- Estis, Erika (1922–2023), deutsch-britische Holocaustüberlebende
- Estis, Nikolai (* 1937), russischer und deutscher Künstler
- Estis, Oleg (1964–1999), russischer Künstler und Karikaturist
- Estissac, Geoffroy d’ († 1543), französischer Geistlicher
- Estivals, Robert (1927–2016), französischer Künstler, Forscher und Publizist

### Estl
- Estlander, Carl Gustaf (1834–1910), finnischer Kunsthistoriker, Romanist und Nordist
- Estlander, Gustaf (1876–1930), schwedischer Yachtkonstrukteur und Werftbesitzer
- Estler, Claus-Jürgen (* 1930), deutscher Pharmakologe, Toxikologe und Hochschullehrer
- Estler, Georg (1860–1954), deutscher Landschaftsmaler und Zeichner
- Estlin, Mary (1820–1902), englisch-britische Abolitionistin

### Estm
- Estman, George (1922–2006), südafrikanischer Bahnradsportler

### Estn
- Estner, Anton (1730–1801), deutscher katholischer Geistlicher und Mineraloge
- Estner, Hans (* 1951), deutscher Biathlet

### Esto
- Estol, Mauro (* 1995), uruguayischer Fußballspieler
- Estopinal, Albert (1845–1919), US-amerikanischer Politiker
- Estoppey, Charles (1820–1888), Schweizer Politiker (FDP)
- Estoppey, Eugene (1871–1943), US-amerikanischer Langstreckenläufer
- Estor, Johann Georg (1699–1773), deutscher Jurist, Genealoge und Heraldiker
- Estorf, Wolfgang (* 1936), deutscher Generalmajor der Bundeswehr
- Estorff, August von (1811–1891), deutscher Jurist und Politiker (DHP), MdR
- Estorff, Eggert Ludwig von (1831–1903), preußischer Generalmajor und Chefredakteur des Militär-Wochenblattes
- Estorff, Emmerich Otto August von (1722–1796), kurfürstlich braunschweigisch-lüneburgischer Generalleutnant
- Estorff, Friedhelm von (1932–2014), deutscher Fotojournalist
- Estorff, Georg Otto Carl von (1811–1877), deutscher Archäologe und Hofbeamter
- Estorff, Ludolf von (1838–1912), preußischer Verwaltungsjurist, Landrat und Regierungspräsident
- Estorff, Ludwig von (1859–1943), deutscher General der InfanterieLudwig von Estorff (1859–1943)

Ludwig von Estorff (1859–1943)

- Estorff, Otto von (1566–1637), deutscher Domherr und Dompropst im Stift Schwerin
- Estorff, Otto von (1896–1974), deutscher Architekt
- Estorff, Randolf von (* 1957), deutscher Volkswirt und Manager
- Estori ha-Parchi, Geograph in Palästina
- Estournel, Louis-Gaspard (1753–1844), französischer Winzer
- Estournelles de Constant, Paul Henri d’ (1852–1924), Gründer und Präsident der Französischen Parlamentarischen Gruppe für freiwillige Schiedsgerichtsbarkeit
- Estouteville, Guillaume d’ († 1483), Kardinal
- Estouteville, Jacques d’ (1448–1490), französischer Adliger, Rat und Kämmerer des Königs
- Estoyanoff, Fabián (* 1982), uruguayischer Fußballspieler

### Estr
- Estrada Abadía, Lucas José (1938–1981), kolumbianischer Komponist
- Estrada Agirrezabalaga, Daniel (* 1987), spanischer Fußballspieler
- Estrada Aristondo, Pedro Nolasco († 1804), guatemaltekischer Komponist
- Estrada Cabrera, Manuel José (1857–1924), guatemaltekischer Präsident
- Estrada Félix, Genaro (1887–1937), mexikanischer Botschafter
- Estrada Fernández, Javier (* 1976), spanischer Fußballschiedsrichter
- Estrada Guzmán, Eduardo (* 1953), ecuadorianischer Historiker
- Estrada Hernández, Arturo (* 1925), mexikanischer Maler
- Estrada Herrera, Lizardo (* 1973), peruanischer Ordensgeistlicher, römisch-katholischer Weihbischof in Cuzco
- Estrada i Gamissans, Gregori (1918–2015), katalanischer Komponist, Organist und Benediktinermönch aus dem Kloster Montserrat
- Estrada León, Julio (* 1977), mexikanischer Fußballspieler
- Estrada Morales, José Dolores (1869–1939), nicaraguanischer Politiker und am 28. August 1910 Präsident des Landes
- Estrada Paetau, Luis María (1935–2011), guatemaltekischer Ordensgeistlicher und Bischof
- Estrada Palma, Tomás (1835–1908), erster kubanischer Präsident
- Estrada Pérez, Daniel (1947–2003), peruanischer Rechtsanwalt und Politiker der Izquierda Unida und der Unión por el Perú
- Estrada Solórzano, Jorge (* 1961), mexikanischer Geistlicher und römisch-katholischer Bischof von Gómez Palacio
- Estrada Vado, José Dolores (1792–1869), Militär in Nicaragua
- Estrada, Alberto R. (* 1953), kubanischer Biologe
- Estrada, Ana Maria, peruanische Schauspielerin und Filmemacherin
- Estrada, Andrés (* 1967), kolumbianischer Fußballspieler
- Estrada, Beatriz de († 1590), Frau von Francisco Vásquez de Coronado
- Estrada, Carla (* 1956), mexikanische Fernsehproduzentin
- Estrada, Carlos (1909–1970), uruguayischer Komponist, Dirigent und Musikpädagoge
- Estrada, Carlos (* 1961), kolumbianischer Fußballspieler und -trainer
- Estrada, Carlos López (* 1988), US-amerikanisch-mexikanischer Regisseur für Filme, Musikvideos und Theater
- Estrada, Catalina (* 1998), costa-ricanische Fußballspielerin
- Estrada, Ceferino (1945–2003), mexikanischer Radrennfahrer
- Estrada, Enríque (* 1921), mexikanischer Fußballspieler
- Estrada, Erik (* 1949), US-amerikanischer SchauspielerErik Estrada (* 1949)

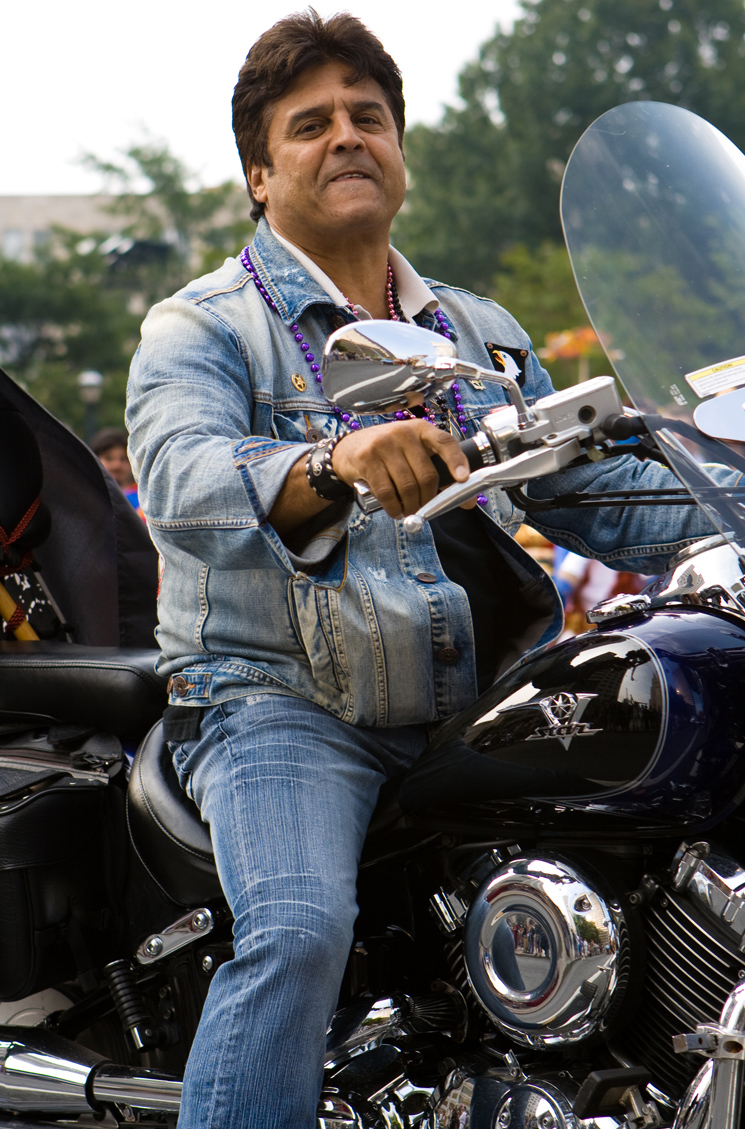
Erik Estrada (* 1949)

- Estrada, Erik-Michael (* 1979), US-amerikanischer Sänger und Schauspieler
- Estrada, Francisco (1807–1880), spanischer Diplomat
- Estrada, Jason (* 1980), US-amerikanischer Schwergewichtsboxer
- Estrada, John L., Sergeant Major des US Marine Corps
- Estrada, Jorge Iván (* 1983), mexikanischer Fußballspieler
- Estrada, José María (1802–1856), nicaraguanischer Politiker, Präsident von Nicaragua (10. April 1855–13. August 1856)
- Estrada, Joseph (* 1937), philippinischer Schauspieler und Politiker
- Estrada, Juan Francisco (* 1990), mexikanischer Boxer
- Estrada, Juan José (1872–1947), nicaraguanischer Politiker, Präsident von Nicaragua (1910–1911)
- Estrada, Julio (* 1943), mexikanischer Komponist und Musikwissenschaftler
- Estrada, Kevin (* 1982), kanadischer Eishockeyspieler
- Estrada, Luis (* 1942), mexikanischer Fußballspieler
- Estrada, Luis (* 1948), mexikanischer Fußballspieler
- Estrada, Marco (* 1983), chilenischer Fußballspieler
- Estrada, María de, spanische Soldatin
- Estrada, Michael (* 1996), ecuadorianischer Fußballspieler
- Estrada, Pascal Juan (* 2002), österreichischer Fußballspieler
- Estrada, Raúl († 2007), mexikanischer Fußballspieler
- Estrada, Refugio (1950–2024), mexikanischer Fußballspieler
- Estrada, Roy (* 1943), US-amerikanischer Rocksänger und -Bassist
- Estrada, Víctor (* 1971), mexikanischer Taekwondoin
- Estrada-Tanck, Dorothy, mexikanische Juristin und Menschenrechtsexpertin
- Estrades, Godefroi, comte d’ (1607–1686), Marschall von Frankreich und Botschafter
- Estraikh, Gennady (* 1952), ukrainischer Linguist
- Estramín, Pablo (1959–2007), uruguayischer Musiker
- Estre, Kévin (* 1988), französischer AutomobilrennfahrerKévin Estre (* 1988)

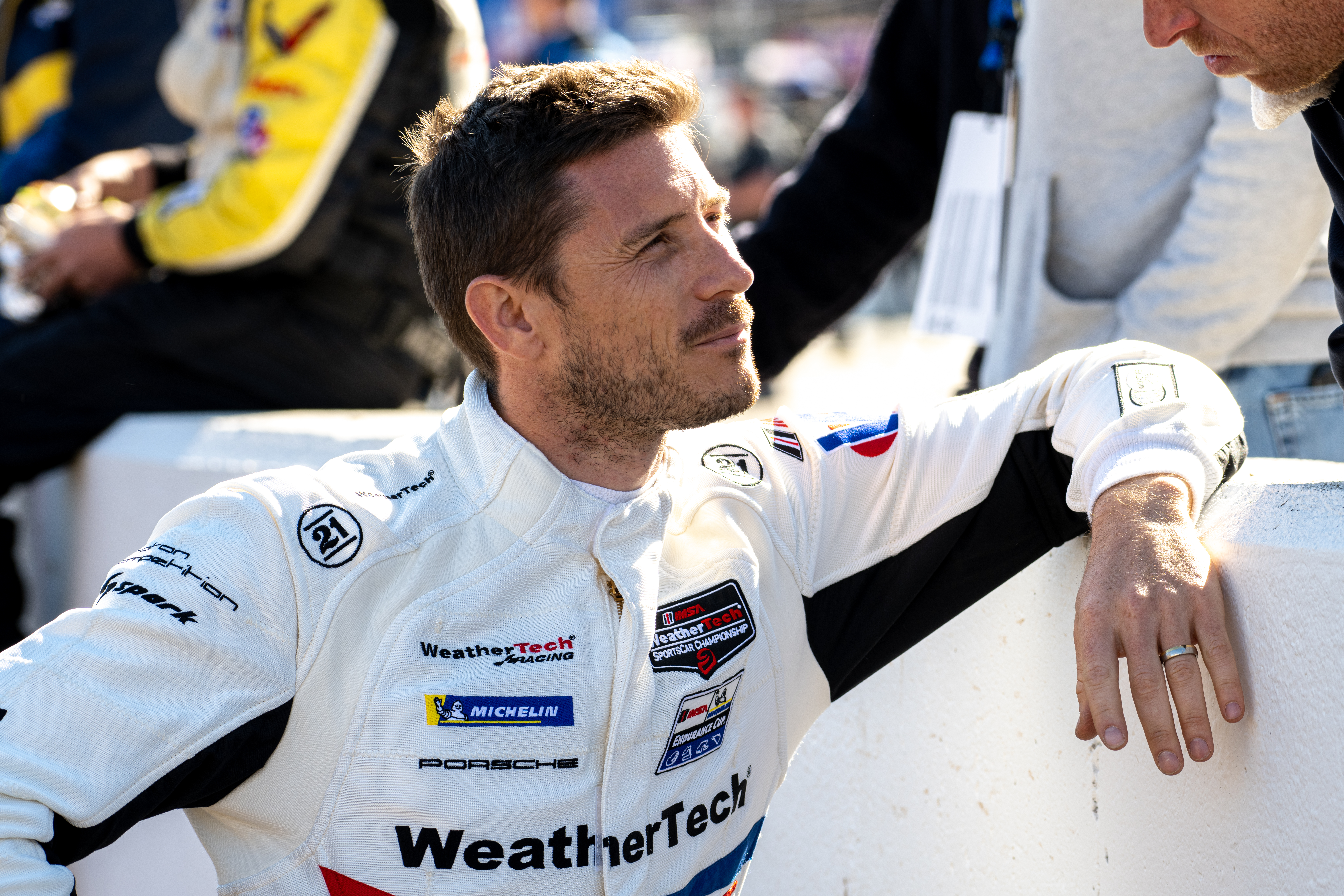
Kévin Estre (* 1988)

- Estredo, Gollito (* 1989), venezolanischer Windsurfer
- Estrées, Angélique d’ († 1634), Äbtissin von Maubuisson
- Estrées, Antoine IV. d’ († 1609), französischer Adliger und Militär
- Estrées, César d’ (1628–1714), französischer Diplomat und Kardinal
- Estrées, François-Annibal d’ (1573–1670), französischer Diplomat und Militär, Marschall von Frankreich
- Estrées, François-Annibal II. d’ (1623–1687), französischer Diplomat
- Estrées, Gabrielle d’ († 1599), Mätresse des französischen Königs Heinrich IV.Gabrielle d’Estrées († 1599)

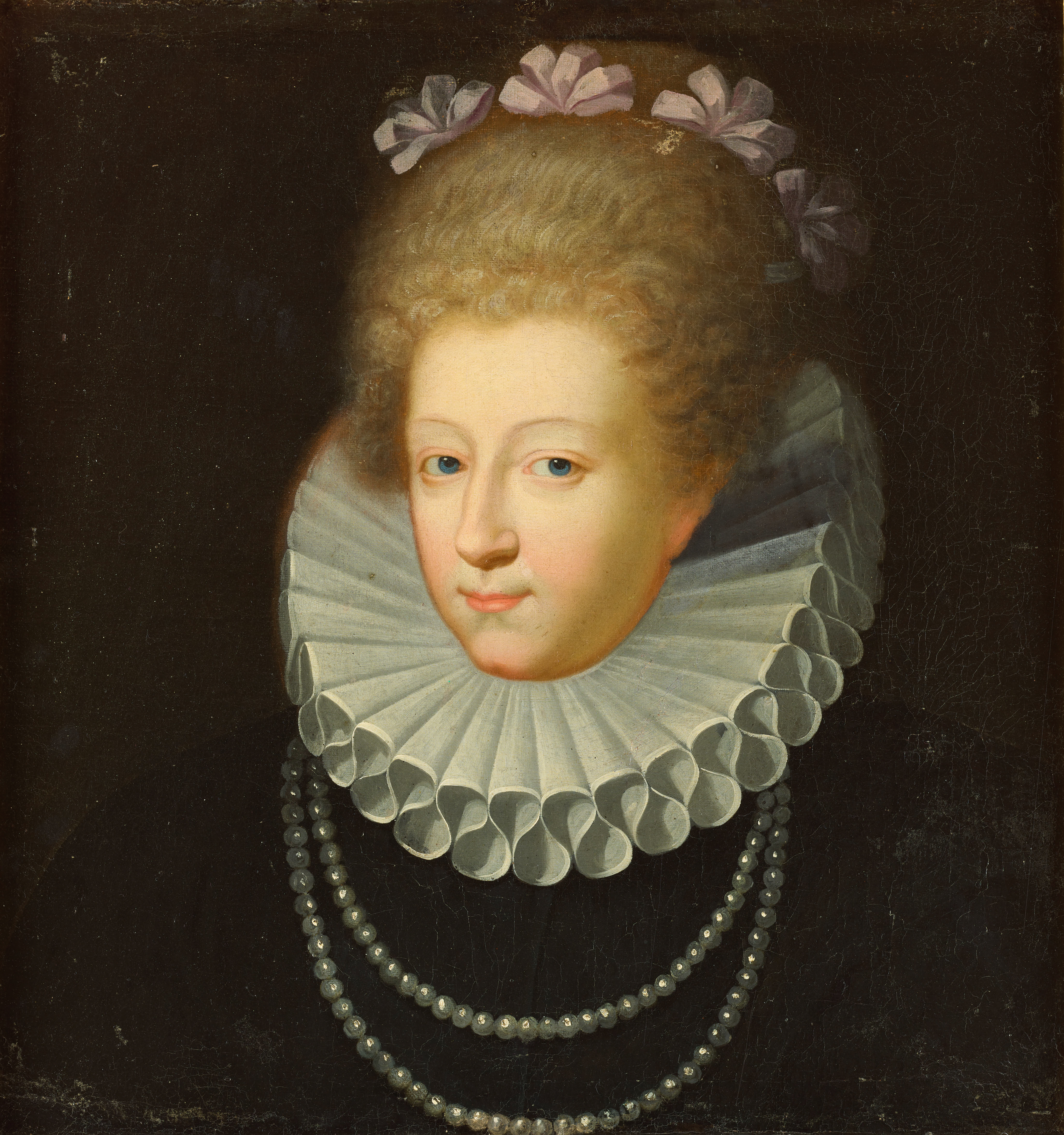
Gabrielle d’Estrées († 1599)

- Estrées, Jean d’ (1666–1718), französischer Kleriker und Diplomat
- Estrées, Jean I. d’ (1486–1571), Großmeister der Artillerie von Frankreich
- Estrées, Julienne-Hippolyte d’, französische Adlige, Schwester von Gabrielle d’Estrées, 1627 Duchesse de Villars
- Estrées, Victor-Marie d’ (1660–1737), französischer Militär und Staatsmann, Vizeadmiral, Marschall und Pair von Frankreich
- Estreicher, Alois Raphael (1786–1852), polnischer Hochschullehrer, Botaniker, Entomologe
- Estreicher, Karol (1827–1908), polnischer Bibliothekar, Bibliograf und Übersetzer
- Estreicher, Karol (1906–1984), polnischer Kunsthistoriker
- Estreicher, Stanisław (1869–1939), polnischer Rechtshistoriker, Bibliograph und Politiker
- Estreicher, Tadeusz (1871–1952), polnischer Chemiker und Hochschullehrer
- Estreicherówna, Maria (1876–1966), polnische Übersetzerin
- Estrela (* 1995), angolanisch-portugiesischer Fußballspieler
- Estrela, Edite (* 1949), portugiesische Politikerin, MdEP
- Estrella de Méscoli, Blanca (1915–1986), venezolanische Komponistin und Pianistin
- Estrella Gutiérrez, Fermín (1900–1990), argentinischer Schriftsteller spanischer Herkunft
- Estrella III., Conrado (* 1960), philippinischer Politiker, Farmer und Unternehmer
- Estrella Ureña, Rafael (1889–1945), dominikanischer Politiker und Präsident der Dominikanischen Republik
- Estrella, Miguel Ángel (1940–2022), argentinischer Pianist
- Estrella, Víctor (* 1980), dominikanischer Tennisspieler
- Estremera, Ricardo (* 1986), puerto-ricanischer Leichtathlet
- Estrems, Pedro (1932–1986), spanischer Fußballtorhüter
- Estrid, Ehefrau von Olof Skötkonung, König von Schweden
- Estrid Sigfastsdotter, schwedische Frau, einer der ältesten bestimmbaren Skelettfunde
- Estrid Svendsdatter, Titularkönigin von Dänemark
- Estridge, Philip Don (1937–1985), US-amerikanischer Ingenieur, Entwickler des IBM-PC
- Estrin, Deborah (* 1959), US-amerikanische Informatikerin
- Estrin, Gerald (1921–2012), US-amerikanischer Informatiker
- Estrin, Harvey (1929–2002), US-amerikanischer Jazzmusiker
- Estrin, Jakow Borissowitsch (1923–1987), sowjetischer Schachmeister und der siebente Fernschachweltmeister
- Estrin, Judith (* 1954), US-amerikanische Unternehmerin und Internet-Pionierin
- Estrin, Rick (* 1949), US-amerikanischer Mundharmonikaspieler, Sänger und Songwriter
- Estrin, Robert (* 1942), US-amerikanischer Filmeditor
- Estrin, Thelma (1924–2014), US-amerikanische Informatikerin und Elektrotechnikerin
- Estrosi, Christian (* 1955), französischer Motorradrennfahrer und Politiker, Bürgermeister von NizzaChristian Estrosi (* 1955)

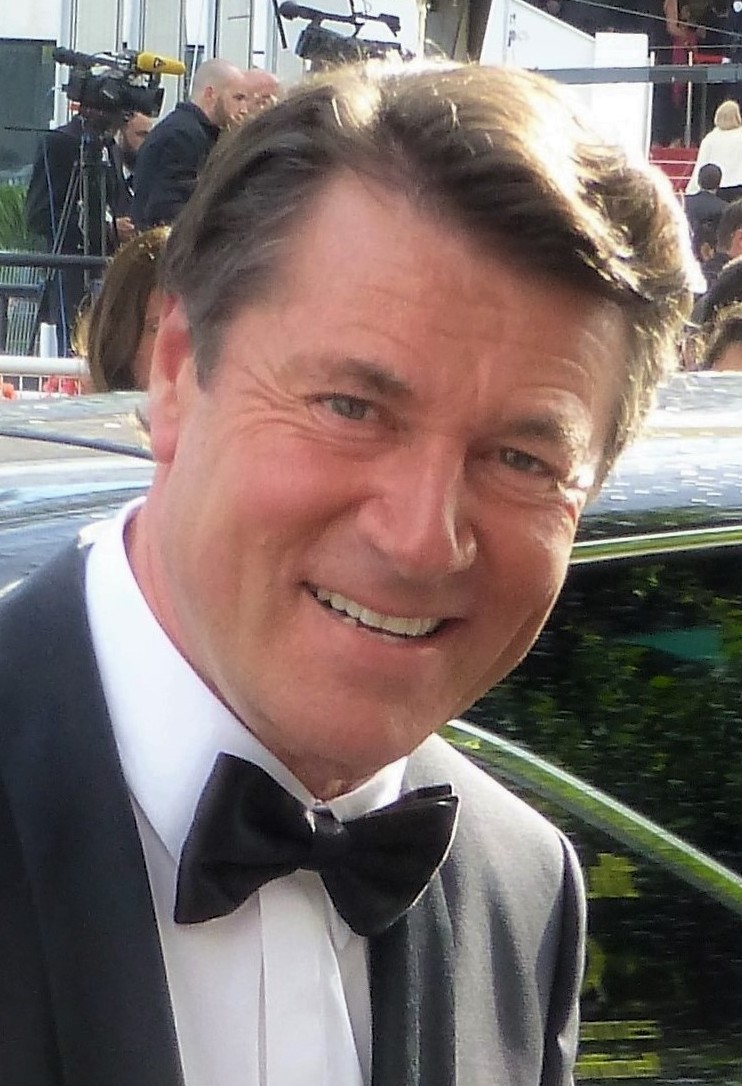
Christian Estrosi (* 1955)

- Estrup, Jacob Brønnum Scavenius (1825–1913), dänischer Politiker

### Estu
- Estumano da Costa, Pedro Henrique (* 1991), brasilianisch-portugiesischer Fußballspieler
- Estupiñán, Ítalo (1952–2016), ecuadorianischer Fußballspieler
- Estupiñán, Óscar (* 1996), kolumbianischer Fußballspieler
- Estupiñán, Pervis (* 1998), ecuadorianischer Fußballspieler
- Estus, Boyd (* 1941), US-amerikanischer Dramatiker

### Estw
- Estwick, David, barbadischer Arzt und Politiker

### Esty
- Esty, Constantine C. (1824–1912), US-amerikanischer Politiker
- Esty, Elizabeth (* 1959), US-amerikanische Politikerin